# Stillach
Die Stillach ist ein 25 km langer Gebirgsbach und der südliche, mittlere Quellfluss der Iller in den Allgäuer Alpen in Bayern.

## Verlauf
Ihre Quelle befindet sich in der Nähe des südlichsten Punkts Deutschlands, wo sie als Haldenwanger Bach unweit des Haldenwanger Ecks entspringt. Nach dem Zufluss des Seebachs, etwa 4 km nordöstlich seines Ursprungs, wird der Bach dann als Rappenalpenbach bezeichnet. Ab der Einmündung des Bacherlochbachs bei Einödsbach heißt er Stillach. Diese fließt anschließend durch das Stillachtal, vereinzelt auch Birgsautal genannt, in Richtung Oberstdorf. Den Oberstdorfer Talkessel durchfließt die Stillach im Westen. Am Illerursprung nördlich von Oberstdorf vereinigt sie sich mit der Breitach (von links) und der Trettach (von rechts) zur Iller.

## Zuflüsse
auf dem Abschnitt Haldenwanger Bach:
- Bürgerbach (rechts, nach der Unteren Biberalpe von Oberstdorf)
- Körbergraben (rechts, gegenüber dem Bergerhöfle von Oberstdorf)
- Seebach (rechts, aus dem Körbertobel (!) nahe der Schwarzen Hütte von Oberstdorf; ist Abfluss des Rappensees)

auf dem Abschnitt Rappenalpenbach:
- Rappenbach (rechts, nahe der ehemaligen Talstation der Materialbergbahn der Enzianhütte)
- Vorderbergbach (links)
- Bacherlochbach (rechts, am Wirtshaus Einödsbach)

auf dem Abschnitt  Stillach:
- Warmatsgrundbach (links, gegenüber Oberstdorf-Anatswald)
- Schlappoltbach (links, nach Oberstdorf-Faistenoy)
- Grundbach (links, nach der Ziegelbachbrücke)
- Wannenbach (links unter Klinik Stillachhaus in Oberstdorf)

## Gerichtsverfahren nach der Begradigung 2022
Im September und Oktober 2022 wurden am Wildbach im Rappenalptal, wo der Bach den Namen Rappenalpenbach führt, auf einer Länge von 1,6 Kilometern eine Begradigung von der Alpgenossenschaft Rappenalpe durchgeführt. Nach einem Starkregenereignis am 19. August 2022 waren Alpflächen neben dem Rappenalpebbach an mehreren Stellen teilweise meterhoch mit Kies und Geröll überschüttet worden. Danach kam es zur Kanalisierung in Bereichen die als Naturschutzgebiet, Europäisches Vogelschutzgebiet und Landschaftsschutzgebiet geschützt sind. Die Alpgenossenschaft hatte hierzu bei der Unteren Naturschutzbehörde beim Landratsamt Oberallgäu eine Genehmigung beantragt. Diese stellte in einem Aktenvermerk ihr Einvernehmen mit der Maßnahme aus.
Das Verwaltungsgericht Augsburg kam zum Schluss, dass dieser genehmigungspflichtige Gewässerausbau „offensichtlich nicht genehmigungsfähig“ war. Es hätte zudem ein wasserrechtliches Genehmigungsverfahren mit naturschutzfachlichen, artenschutzrechtlichen und hydrologischen Gutachten durchgeführt werden müssen. Gegen den verantwortlichen Alpmeister wurde ein Strafermittlungsverfahren wegen Gefährdung schutzbedürftiger Gebiete eingeleitet. Das Verwaltungsgericht Augsburg ordnete an, dass die Alpgenossenschaft die angelegten Dämme umgehend öffnen muss.
Eine Beschwerde der Alpgenossenschaft beim Bayerischen Verwaltungsgerichtshof führte zum Ergebnis, dass die Zuständigkeit der Unteren Naturschutzbehörde in Frage gestellt wurde und vielmehr der Markt Oberstdorf die Genehmigung zu erteilen hätte. Die Beschwerde gegen die Anordnung zur Öffnung der Dämme hätte laut Gerichtshof Erfolg gehabt, mittlerweile wurde diese Maßnahme jedoch vom Landratsamt selbst beauftragt.